# Татищево (Оренбургская область)
Тати́щево — село в Переволоцком районе Оренбургской области России. Административный центр Татищевского сельсовета.

## География
Расположено на правом берегу реки Урал (во время создания крепости река называлась Яик), при впадении в неё реки Камыш-Самара.

## История
Село было основано первым начальником Оренбургской экспедиции И. К. Кириловым в 1736 году как укреплённое поселение. Первоначально селение называлось Камыш-Самарской пристанью (по реке Камыш-Самара), с 1738 г. — Татищева пристань (крепость Татищева): по Василию Никитичу Татищеву, управлявшему Оренбургским краем. В XVIII веке Татищева крепость считалась главной крепостью Нижне-Яицкой дистанции. Ей подчинены были Чернореченская, Нижне-Озёрная, Рассыпная и Переволоцкая крепости.
22 марта 1774 у стен Татищевой разыгралось одно из крупнейших сражений в истории Пугачёвского восстания.
В начале XIX века Татищева крепость, как и другие укрепления на упразднённой Нижне-Уральской дистанции, была переименована в станицу Оренбургского казачьего войска. Согласно данным ревизской переписи, проведённой в апреле 1834 года, насчитывалось 959 жителей обоего пола.

### Пушкин в Татищевой
Татищевская крепость — прототип Белогорской крепости из повести Пушкина «Капитанская дочка». А. С. Пушкин в сентябре 1833 дважды побывал в Татищевой станице: 18 числа — на пути от Самары к Оренбургу и 20-го — по дороге из Оренбурга в Уральск. К тому времени население Татищевой выросло, в сравнении с 1773, в три раза. В 1833 атаманскую должность в станице исполнял хорунжий М. И. Исаков. Вероятно, он указал Пушкину на жившую в станице престарелую современницу восстания, 83-летнюю казачку Матрёну Алексеевну Дехтяреву. С её слов поэт-историк записал рассказы-воспоминания о пребывании Пугачева в Татищевой крепости и судьбе Татьяны Григорьевны Харловой — молодой дочери полковника Григория Мироновича Елагина и его жены Анисьи Семёновны.
Сведения о Татищевой крепости и о происходивших в ней событиях отображены Пушкиным в «Истории Пугачёва» и черновых фрагментах её рукописи, в архивных заготовках к «Истории», «Летописи» П. И. Рычкова и пушкинском её конспекте, в «Оренбургских записях», критическом отзыве о рецензии В. Б. Броневского на «Историю Пугачёвского бунта». Упоминания о Татищевой имеются в записках И. И. Осипова,И. С. Полянского и М. Н. Пекарского, оказавшихся в руках Пушкина в 1835—1836 гг.
В селе действует филиал литературного музея «Капитанская дочка».

## Население
| 2010 | 2012 | 2013 | 2014 | 2015 | 2016 | 2017 |
| ---- | ---- | ---- | ---- | ---- | ---- | ---- |
| 605  | ↘603 | ↘590 | ↘574 | ↘573 | ↘569 | ↗576 |
| 2018 | 2019 | 2020 | 2021 |      |      |      |
| ↘566 | ↘558 | ↘554 | ↘545 |      |      |      |